# 天主教叙府教区

天主教叙府教区（拉丁語：Dioecesis Siufuana）是罗马天主教在中国四川省南部设立的一个教区。

## 轄區範圍
叙府教區管轄宜賓、瀘州、自貢、內江四個城市的教會，總計50,000平方公里。叙府教區西接嘉定教區和寧遠教區，東臨重慶總教區，北連順慶教區，南界貴州省的貴陽總教區及雲南省的昆明總教區。

## 历史
1860年1月24日，罗马教廷设立川南代牧区。1924年12月3日，以主教座堂所在地更名为叙府代牧区。1946年4月11日，教廷在中国实行圣统制，遂升格为叙府教区。

## 部份教堂
- 宜宾市北门天主堂，拱星街35号
- 宜宾市西门天主堂，文星街55号
- 泸州市天主堂，新马路123号
- 自贡市天主堂，檀木林街110号
- 玄義玫瑰堂，宜賓市翠屏區沙坪鎭火花社區3隊火地溝

## 历任主教

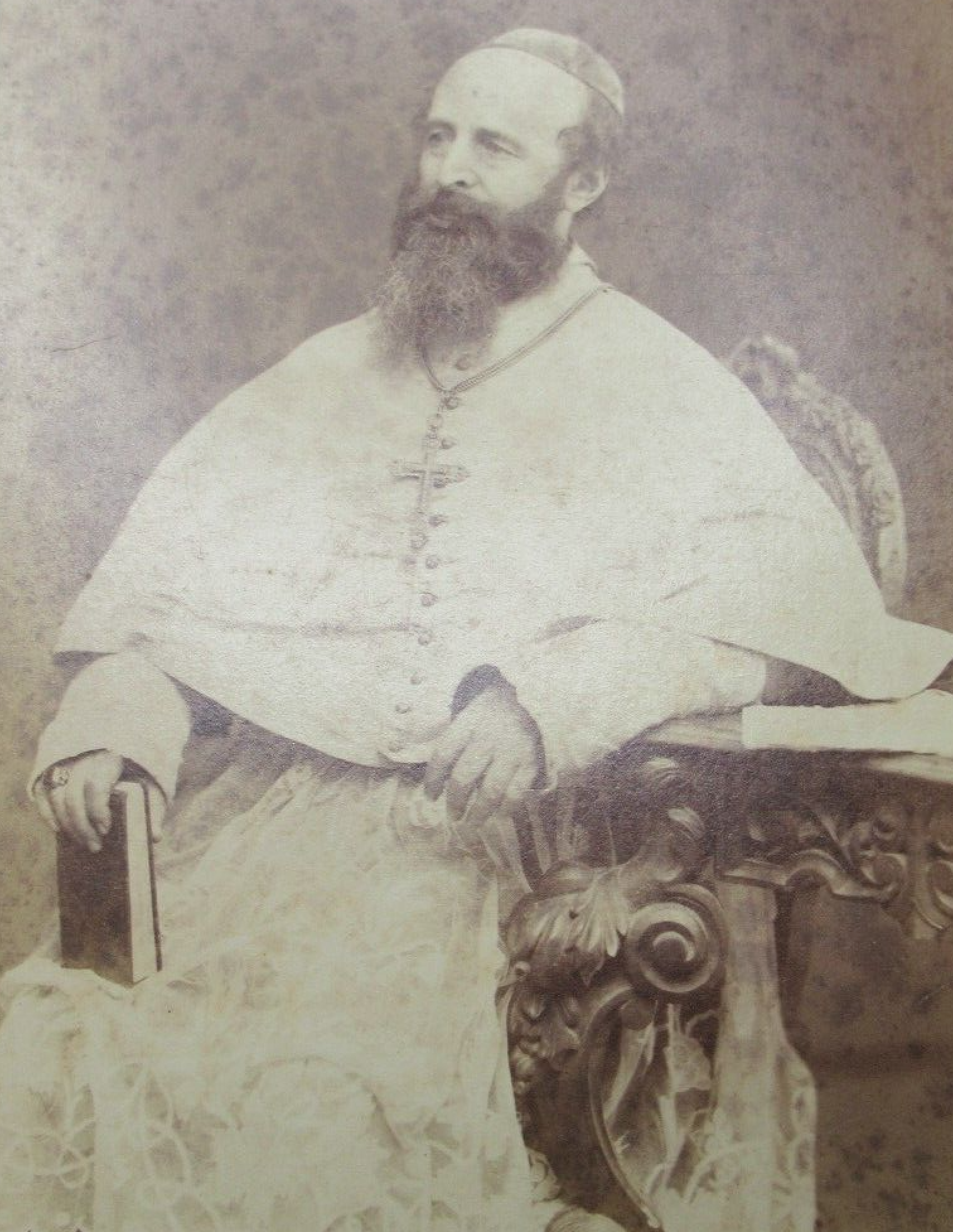
秦必勝，首任川南宗座代牧

川南宗座代牧
- 秦必勝（ 1860年－1871年），1816年生于法国。
- 孟若望（ 1871年－1886年），1836年生于法国。
- 沙得容（ 1887年－1920年），1839年生于法国。

叙府宗座代牧
- 刘主教（ 1920年－1924年），1865年生于法国，1909年祝圣为助理主教，1920年任代牧主教，1931年去世。
- 唐霭铎（Louis-Nestor Renault, M.E.P.），1872年生于法国，1924年祝圣为助理主教，1931年任代牧主教，1943年去世。
- 林茂德（René-Désiré-Romain Boisguérin, M.E.P.），1946年1月10日－1946年4月11日

叙府主教
- 林茂德（René-Désiré-Romain Boisguérin, M.E.P.），1946年4月11日－1983年2月13日，1951年被捕，两年后驱逐出境，1998年去世。[2]
- 王炬光（Wang Ju-guang，1958年－1978年）（自祝自圣）
- 陈适中（John Chen Shi-zhong，1985年6月14日晋牧-2012年12月16日）（自祝自圣，圣座认可）
- 罗雪刚（Peter Luo Xue-gang，2011年11月30日被陈适中祝圣为助理主教，2012年陈主教去世后，出任正权主教）（自祝自圣，圣座认可）[3]